# Воронков, Владимир Петрович
Владимир Петрович Воронков (20 марта 1944, Тугаево, Комсомольский район Чувашская АССР, РСФСР, СССР — 25 сентября 2018, Одинцово, Московская область, Россия) — советский лыжник, олимпийский чемпион (1972), чемпион мира, заслуженный мастер спорта СССР (1970).

## Биография
Мать, Екатерина Герасимовна Воронкова, 1914 г.р., родом из деревни Корезино Комсомольского района. Родила и вырастила пятерых детей. Отец, Петр Матвеевич, 1914 г.р., родом из деревни Тугаево. Участник Великой Отечественной войны. Работал
председателем колхоза, председателем сельсовета.
Тренировался под руководством Владимира Яковлевича Григорьева.
Окончил Ленинградский центральный институт физкультуры (1976).
Умер 25 сентября 2018 года. Похоронен на Лайковском кладбище в селе Лайково.

## Спортивная карьера
- Олимпийский чемпион 1972 в эстафете 4×10 км (с Фёдором Симашевым, Юрием Скобовым и Вячеславом Ведениным), 12-е место (15 км).
- Участник Олимпийских игр 1968 — 4-е место (30 км), 16-е (50 км), 22-е (15 км)
- Чемпион мира 1970 (эстафета 4x10 км)
- 5-кратный чемпион СССР: 1968 (эстафета 4×10 км); 1970 (15 км и 50 км); 1971 (15 и 70 км)

## Награды и звания
- Медаль «За трудовую доблесть» (03.03.1972)
- Почётный гражданин города Канаш (05.08.2013)

## Память
- Имя присвоено спортивной школе — МБОУ ДОД «ДЮСШ им. В. П. Воронкова» (Канаш, Чувашия)[5].